# Eyes Wide Shut
 (février 2025).
Pour l'essai de Michèle Tribalat, voir Les Yeux grands fermés.
Pour les articles homonymes, voir EWS.
Pour plus de détails, voir Fiche technique et Distribution.
Eyes Wide Shut (parfois désigné sous l'abréviation EWS), ou Les Yeux grand fermés au Canada francophone, est un film britannico-américain réalisé, produit et coécrit par Stanley Kubrick, sorti en 1999. Il s'agit du dernier film du cinéaste, qui meurt peu après l'achèvement du montage final. Le scénario est fondé sur La Nouvelle rêvée d'Arthur Schnitzler publiée en 1926. Tom Cruise et Nicole Kidman sont les acteurs principaux.
Le film sort le 16 juillet 1999 et la réaction de la critique est globalement positive.

## Synopsis
Un jeune couple de la haute-bourgeoisie vivant à New York, Bill Harford (Tom Cruise), médecin brillant, et sa femme, Alice (Nicole Kidman), commissaire d'exposition, se rend à une réception mondaine pour la fête de Noël donnée par un riche patient de Bill, Victor Ziegler (Sydney Pollack). Bill y rencontre un vieil ami de fac, Nick Nightingale (Todd Field), devenu pianiste professionnel. Puis, pendant qu'Alice se fait draguer par un Hongrois, Sandor Szavost (Sky du Mont), Bill se voit proposer un plan sexuel à trois par deux mannequins pour « aller jusqu'au bout de l'arc-en-ciel ». Il est interrompu par un appel de son hôte car une de ses petites amies, Mandy (Julienne Davis), a fait une overdose de speedball. Mandy reprend ses esprits grâce à Bill et lui dit qu'elle lui doit la vie. Alice repousse les avances de Sandor puis on voit Alice et Bill commencer à faire l'amour devant le miroir de leur chambre.
Le lendemain soir, après avoir fumé de la marijuana, Alice demande à Bill s'il a couché avec les deux filles. Il la rassure, mais elle lui révèle alors qu'elle a été déjà tentée une fois de le tromper et elle lui demande s'il n'a jamais été jaloux du désir qu'elle pouvait susciter auprès des autres hommes. La discussion s'envenime et Bill affirme qu'il pense que les femmes sont plus fidèles que les hommes. Alice lui révèle un de ses fantasmes, avoir une aventure avec un officier de la marine. Alors ébranlé, Bill est appelé par la fille d'un patient qui vient de mourir. Il se rend sur place et, dans sa douleur, Marion Nathanson (Marie Richardson) l'embrasse de manière impulsive et lui dit qu'elle l'aime. Bill la repousse avant que son fiancé, Carl (Thomas Gibson), n'arrive. Bill s'en va, déstabilisé, et erre dans les rues où il rencontre une prostituée, Domino (Vinessa Shaw). Bill se laisse charmer, entre chez elle où ils parlent argent mais, juste au moment où Domino commence à l'embrasser, Alice appelle Bill qui quitte Domino gêné et de manière maladroite en la payant tout de même. Il va alors dans un club de jazz rejoindre Nick qui lui apprend qu'il se rend parfois dans des soirées « spéciales » où il doit jouer du piano les yeux bandés. Bill intrigué, réussit à avoir plus de détails : pour être admis, il faut un costume, un masque et un mot de passe (Fidelio). Bill se rend au magasin de costumes l'arc en-ciel en pleine nuit et offre au propriétaire, Mr Milich (Rade Serbedzija), une somme généreuse pour louer un costume. Dans le magasin, Milich surprend sa fille adolescente (Leelee Sobieski) en sous-vêtements en compagnie de deux hommes japonais et leur exprime sa colère à propos de leur manque de décence.
Bill prend un taxi pour se rendre au manoir indiqué par Nick. Il donne le mot de passe et découvre à l'intérieur de ce dernier un rituel sexuel quasi religieux. Bien qu'il soit masqué, une femme se met à côté de Bill et le met en garde sur le fait qu'il n'aurait jamais dû se rendre ici et insiste, en lui affirmant qu'il est en danger. Elle est ensuite emmenée par quelqu'un d'autre. Bill se met à errer dans le manoir de pièces en pièces, où il découvre des groupes d'hommes masqués pratiquant différents types d'actes sexuels, tandis que d'autres regardent. Il est interrompu par un portier qui lui explique que le chauffeur de taxi veut lui parler de toute urgence au portail du manoir. Il le suit et Bill se retrouve dans la salle de rituel où le maître de cérémonie déguisé de rouge le questionne sur un second mot de passe pour quitter le manoir. Bill dit qu'il l'a oublié. Le maître de cérémonie insiste pour que Bill « retire gentiment son masque » et ses vêtements. Soudain, la femme masquée qui avait essayé d'avertir Bill intervient. Elle insiste pour être punie à sa place. Bill est reconduit à la sortie du manoir et on le prévient de ne parler à quiconque de ce qui s'est passé.

Costume de Tom Cruise lors de la fête au manoir.

Juste avant l'aube, Bill arrive chez lui se sentant coupable et confus. Il trouve Alice riant fort dans son sommeil et la réveille. Alors qu'elle est en train de pleurer, elle lui explique qu'elle a fait un rêve troublant dans lequel elle faisait l'amour avec l'officier de marine et beaucoup d'autres hommes et riant à l'idée que Bill les regardait en train de faire. Le matin suivant, Bill se rend à l'hôtel de Nick, où le réceptionniste (Alan Cumming) lui explique que Nick, effrayé et présentant des traces de coups, avait été emmené à cinq heures du matin par deux hommes très costauds, bien habillés et à l'air patibulaire. Nick a essayé, en partant, de passer une enveloppe au réceptionniste mais cette dernière fut interceptée par les deux hommes qui l’ont emmené en voiture.
Bill ramène son costume au magasin de location, mais le masque est manquant. Milich explique, avec sa fille à ses côtés, qu'il peut fournir d'autres faveurs à Bill et « qu'il n'est pas besoin que ce soit un costume ». Les deux mêmes Japonais que la veille s'en vont du magasin, Milich fait supposer à Bill qu'il a vendu sa fille pour qu'elle se prostitue. Bill retourne au manoir avec sa propre voiture. Un homme vient à sa rencontre au niveau du portail de la propriété et lui remet un papier l'avertissant de cesser immédiatement toutes ses investigations. De retour chez lui, Bill repense aux rêves d'Alice alors qu'il est en train de la regarder aider leur fille à faire ses devoirs puis repart à son cabinet de médecine.
Bill se met à reconsidérer les différentes propositions sexuelles de la nuit précédente. En premier, il appelle Marion, mais raccroche lorsque Carl répond au téléphone. Puis Bill va à l'appartement de Domino avec un cadeau. Sa colocataire Sally (Fay Masterson) est chez elle, mais pas Domino. Après que Bill tente de séduire Sally, elle lui révèle que Domino a été testée positive au test du VIH. Bill s'en va de l'appartement, il est suivi par un homme. Après s'etre réfugié dans un café, il lit un fait divers dans le journal sur une reine de beauté qui a succombé à une overdose. Bill, se faisant passer pour son docteur, examine le corps à la morgue et l'identifie comme Mandy. Bill est appelé au téléphone afin de se présenter à la maison de Ziegler où ce dernier le confronte aux événements de ces derniers jours. Ziegler était l'un des participants à l'orgie rituelle et celui qui a identifié Bill et son contact avec Nick. Sa propre position au sein de l'organisation secrète est compromise par l'intrusion de Bill depuis que Ziegler a recommandé Nick en tant que pianiste.
Ziegler affirme qu'il a fait suivre Bill pour sa propre protection et que les avertissements faits contre lui étaient de nature à l'effrayer pour l’empêcher de parler de l'orgie. Mais il lui explique que la société peut mettre ses menaces à exécution, disant à Bill : « Si je te disais leurs noms, je ne pense pas que tu dormirais aussi bien. » Bill demande des explications au sujet de la mort de Mandy, laquelle est identifiée par Ziegler comme la femme masquée qui s'est sacrifiée pour éviter à Bill de se faire punir, et sur la disparition de Nick, le joueur de piano. Ziegler explique qu'il est sûrement bien en sécurité dans sa maison à Seattle. Ziegler explique aussi que la « punition » était une sorte de mise en scène orchestrée par la société dans le but d'effrayer Bill et qu'ils n'ont rien à voir avec la mort de Mandy. Il explique que c'était une prostituée et une toxicomane et qu'elle est morte d'une autre overdose accidentelle. Bill ne sait pas si Ziegler dit la vérité au sujet de la disparition de Nick et sur la mort de Mandy, mais il ne veut pas en savoir plus et préfère laisser tout tomber.
Quand il revient chez lui, Bill trouve le masque loué sur son oreiller à côté de sa femme. Il s’effondre en pleurs et décide de révéler toute la vérité à Alice sur les deux derniers jours. Le jour suivant, ils se rendent dans un magasin de Noël avec leur fille. Alice le rassure sur le fait qu'ils devraient être pleins de gratitude d'avoir survécu, qu'elle l'aime et qu'il y a une chose qu'ils doivent absolument faire dès que possible. Bill lui demande de quoi il s'agit, elle répond simplement : « Baiser ».

## Fiche technique
- Titre original et français : Eyes Wide Shut
- Réalisation : Stanley Kubrick, assisté de Brian W. Cook
- Scénario : Stanley Kubrick, Frederic Raphael, d'après la nouvelle Traumnovelle d'Arthur Schnitzler
- Musique : Jocelyn Pook
- Photographie : Larry Smith
- Montage : Nigel Galt
- Décors : Leslie Tomkins
- Costumes : Marit Allen
- Casting : Denise Chamian
- Production : Stanley Kubrick
- Sociétés de production : Hobby Films, Pole Star et Stanley Kubrick Productions
- Société de distribution : Warner Bros.
- Budget : 65 millions de USD
- Pays de production :  Royaume-Uni -  États-Unis
- Langue originale : anglais
- Durée : 159 minutes
- Genre : drame, thriller érotique
- Dates de sortie : 
  - États-Unis : 16 juillet 1999
  - Belgique : 8 septembre 1999
  - Suisse : 9 septembre 1999
  - France : 15 septembre 1999
- Classification :
  - R aux États-Unis
  - Tous publics en France (avec avertissement) et interdit aux moins de 16 ans lors de son passage à la télévision.

## Distribution
- Tom Cruise (VF : Yvan Attal) : Docteur William "Bill" Harford
- Nicole Kidman (VF : Danièle Douet) : Alice Harford
- Madison Eginton : Helena Harford
- Jackie Sawiris : Roz
- Todd Field (VF : Jean-Pierre Michaël) : Nick Nightingale
- Sydney Pollack (VF : Bernard Verley) : Victor Ziegler
- Marie Richardson (VF : Tonie Marshall) : Marion
- Leslie Lowe : Illona
- Peter Benson : le chef d'orchestre
- Vinessa Shaw (VF : Veronika Varga) : Domino
- Rade Šerbedžija (VF : Yves Barsacq) : M. Milich, le vendeur de déguisements
- Leelee Sobieski : la fille de Milich
- Sky du Mont (VF : Didier Sandre) : Sandor Szavost
- Julienne Davis : Amanda "Mandy" Curran
- Thomas Gibson (VF : Thibault de Montalembert) : Karl
- Fay Masterson : Sally
- Leon Vitali (VF : Féodor Atkine) : le maître de cérémonie
- Angus MacInnes : le premier portier
- Alan Cumming (VF : Emmanuel Karsen) : le réceptionniste de l'hôtel
- Michael Doven : le secrétaire de Ziegler
- Louise J. Taylor : Gayle
- Stewart Thorndike : Nuela
- Randall Paul : Harris
- Lisa Leone : Lisa
- Kevin Connealy : Lou Nathanson, le père de Marion
- Mariana Hewett : Rosa
- Dan Rollman, Gavin Parry, Chris Pare, Adam Lias, Christian Clarke et Kyle Whitcombe : les collégiens tapageurs
- Gary Goba : l'officier de marine
- Florian Windorfer : le maître d'hôtel du Café Sonata
- Togo Igawa et Eiji Kusuhara : les Japonais avec la fille de Milich
- Sam Douglas : le chauffeur de taxi
- Abigail Good : la femme mystérieuse/une protagoniste du bal masqué (sa voix est assurée par Cate Blanchett)[4]
- Brian W. Cook : le grand majordome
- Carmela Marner : la serveuse du Gillespie's
- Phil Davies : le suiveur de Bill
- Cindy Dolenc : une fille chez Sharky
- Clark Hayes :  la réceptionniste de l'hôpital
- Treva Etienne : l'employé de la morgue

Photos des acteurs principaux
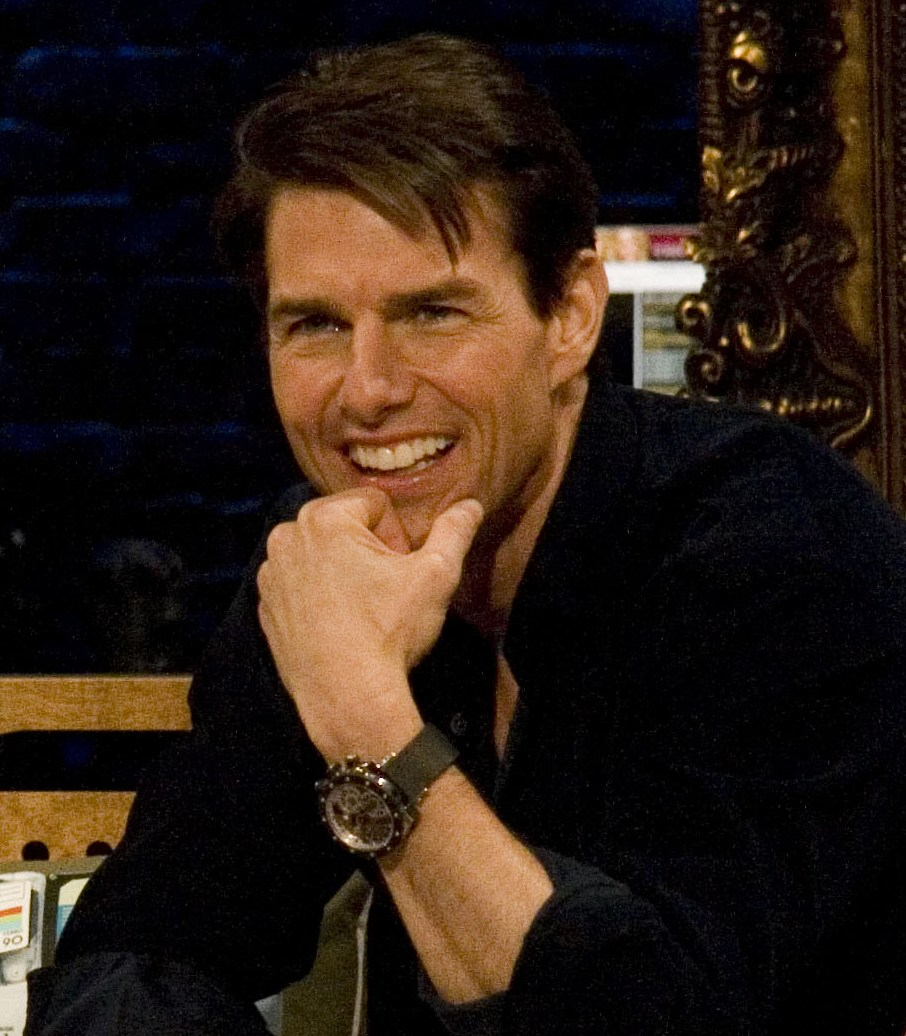
Tom Cruise.
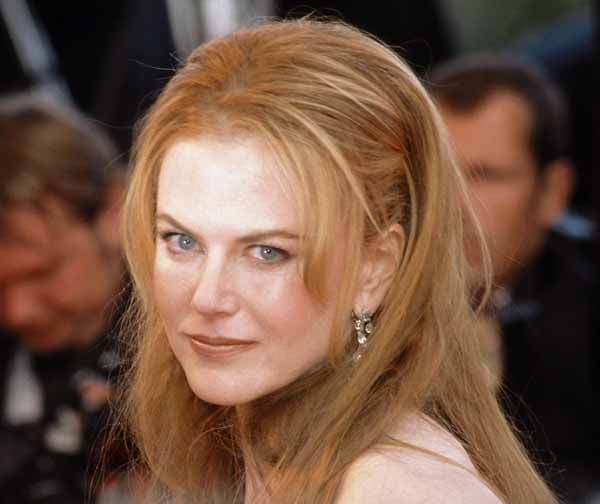
Nicole Kidman.
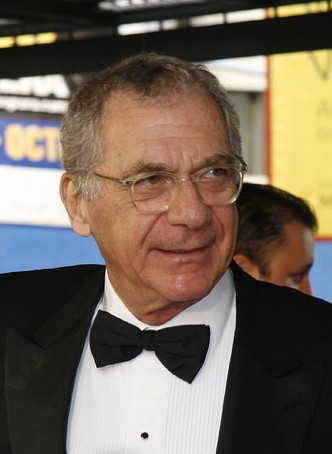
Sydney Pollack.
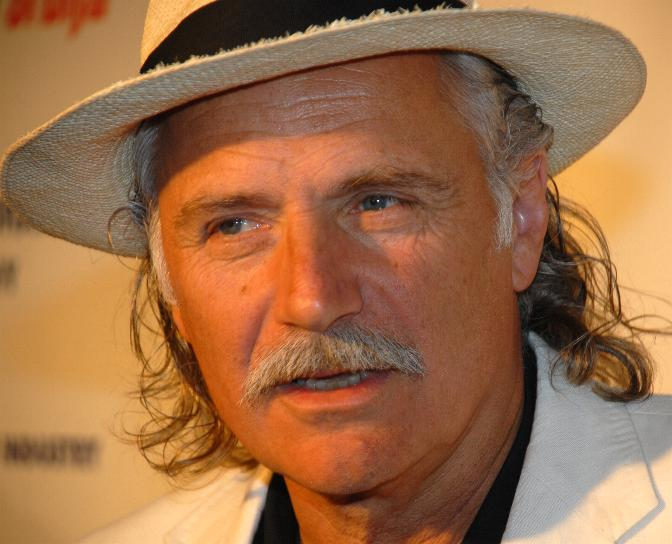
Rade Šerbedžija.
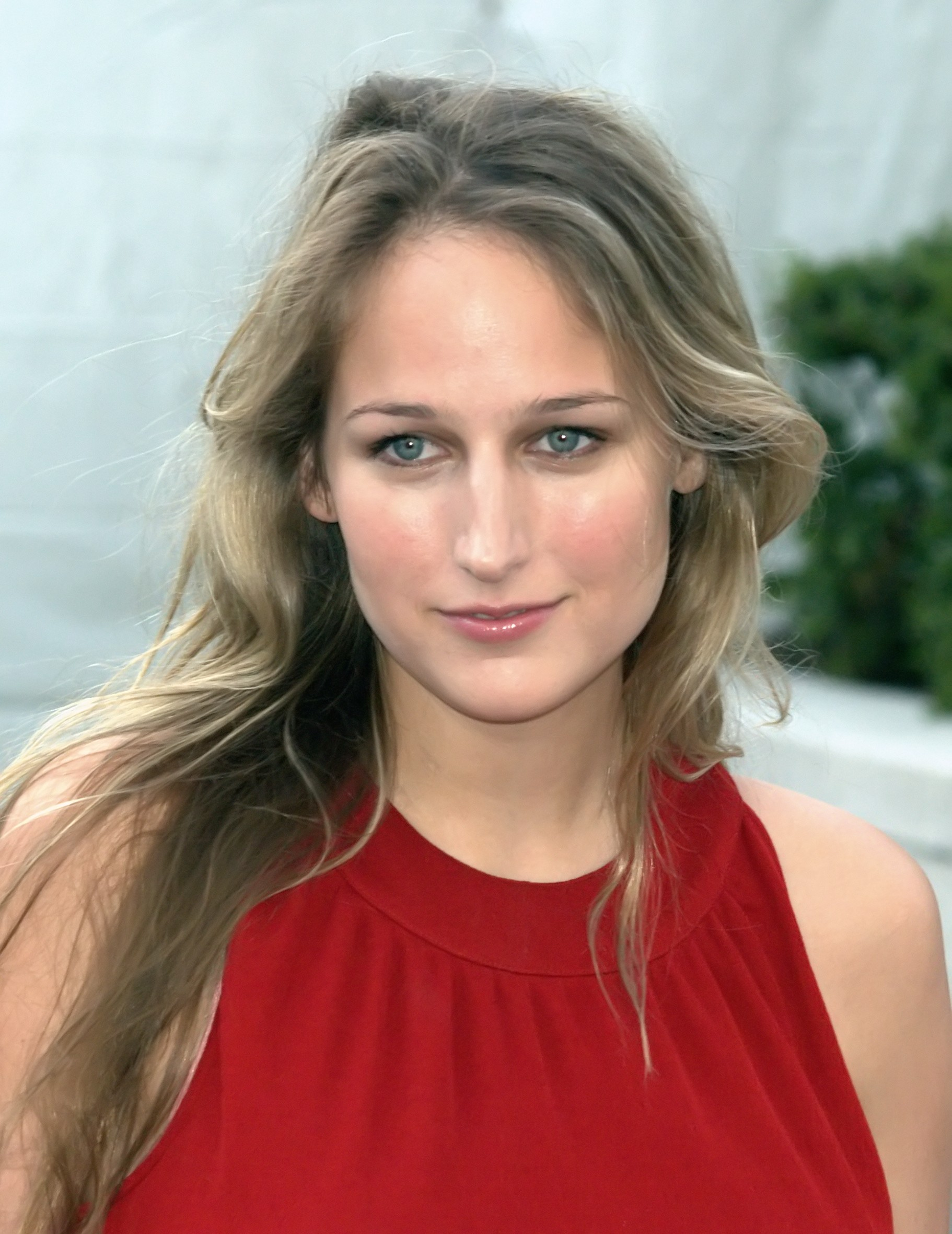
Leelee Sobieski.

## Production

### Choix des interprètes
La distribution a connu quelques aléas en cours de tournage.
Harvey Keitel devait jouer le rôle de Ziegler mais les méthodes de travail de Kubrick n'ont pas convenu à l'acteur (il avait réclamé en vain le scénario de son rôle) qui a quitté le tournage au bout de six mois.
Jennifer Jason Leigh a été remplacée : elle avait tourné toutes ses scènes, mais l’une d’elles ne convenait plus à Kubrick, et Leigh devait partir tourner eXistenZ. Il a donc refait toutes les scènes avec Marie Richardson.
La voix d’Abigail Good, qui interprète la femme qui rachète Bill Harford, qui ne convenait pas à Stanley Kubrick, est enregistrée par Cate Blanchett, au timbre plus sensuel.

### Lieux de tournage
(février 2025).

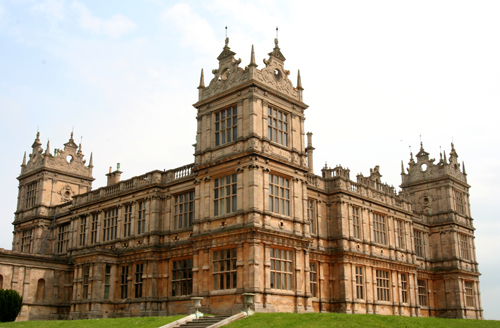
Mentmore Towers, un des lieux où le film a été tourné.

Plusieurs anecdotes éclaircissent les différents lieux du tournage du film.
Bien que le film se déroule à New York, on ne trouve que de très brefs aperçus de la vraie ville, grâce à une deuxième équipe. L’un des rares véritables lieux de tournage situé dans la ville est l’extérieur du manoir de Victor Ziegler, qui est en fait le consulat général de la République de Pologne, East 37th Street à Madison Avenue à New York.
Le manoir de « Long Island » utilisé pour les scènes extérieures est Mentmore Towers dans le village de Mentmore, dans le Buckinghamshire (vu dans Batman Begins, le « Wayne Manor », de Christopher Nolan ainsi que Brazil de Terry Gilliam). Il est resté vide pendant des années en attendant que son avenir soit décidé. Il est prévu de le transformer en hôtel.
L'intérieur exotique, avec ses sculptures de style indien, est celui d'Elveden Hall (en), une maison privée sur l'A11 à environ quatre miles à l'ouest de Thetford dans le Suffolk. Elveden Hall a également servi d'intérieur à la demeure palatiale du méchant Manfred Powell (Iain Glen) dans Lara Croft: Tomb Raider, a été utilisé pour le banquet de « Tangier » dans le film de James Bond Tuer n'est pas jouer et est devenu la chambre du roi (Peter O'Toole) dans Stardust, le mystère de l'étoile de Matthew Vaughn.
L'intérieur de la fête, où le Dr Bill Harford (Tom Cruise) s'occupe d'une invitée après une overdose de speedball, a été filmé au Luton Hoo, Hotel, Golf and Spa, près de Luton dans le Bedfordshire. Lieu de tournage populaire, Luton Hoo était autrefois ouvert au public mais a depuis été transformé en hôtel de luxe. Il est notamment apparu dans Quatre mariages et un enterrement, comme un « château français » dans la suite de La Panthère rose de 1964, Quand l'inspecteur s'emmêle et comme club de remise en forme « Shrublands » dans le film de James Bond Jamais plus jamais.
L'extérieur du « Club Sonata », le club de jazz new-yorkais, se trouve sur le plateau des studios Pinewood, mais l'intérieur est celui du Madame JoJo's, Brewer Street, à Soho, aujourd'hui fermé.
La plupart des scènes de rue de « Greenwich Village » ont été tournées sur le plateau extérieur minutieusement détaillé de Pinewood (la prolifération des carrefours en T en est un parfait exemple), mais pour quelques prises, les rues de Londres étaient habillées comme celles de New York.
Après avoir quitté l'appartement de la prostituée Domino, le Dr Bill est traqué par un homme sinistre alors qu'il marche le long de Hatton Garden, où des téléphones publics de style new-yorkais ont été installés entre les numéros 32 et 38.
"Stalker", qui semble être de l'autre côté de la rue, se trouve en fait sur Worship Street, EC2, juste à côté de City Road près d'Old Street dans la City.
La suite royale du luxueux Lanesborough, 1 Lanesborough Place, SW1, l'hôpital reconverti occupant un emplacement prestigieux en face de Hyde Park Corner, est le lieu de la rencontre au billard entre Bill et Ziegler.
Les immenses portes tournantes du nouveau complexe hospitalier de Chelsea et Westminster, sur Fulham Road, à Chelsea, mènent au spacieux atrium où le Dr Bill part à la recherche de la malheureuse Mandy (Julienne Davis). C'est également dans cet hôpital qu'Imogen Stubbs meurt en couches, laissant Richard E Grant élever son bébé dans Jack & Sarah, et apparaît également dans la comédie romantique Sliding Doors.

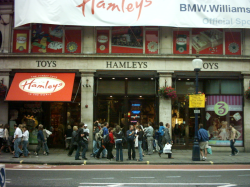
Hamley's, Regent Street

La scène finale de réconciliation dans les achats de Noël a été tournée au rez-de-chaussée du célèbre magasin de jouets du West End de Londres, Hamleys à Regent Street, Londres W1.

### Bande-son
Voici quelques anecdotes sur la bande-son du film :
- la musique d'ouverture est la deuxième valse de la Suite pour orchestre de variété n° 1 de Dmitri Chostakovitch op. 99a, adaptée d'une composition de 1956 pour le film Le Premier Échelon, et qui fut pendant des années[8] improprement nommée Suite pour orchestre de jazz nº 2 (qui existe et date, elle, de 1938) ;
- lorsque Bill et Alice font l'amour, la musique est un extrait de Baby Did a Bad Bad Thing de Chris Isaak, chanson de 1995 ;
- lorsque Bill est chez Domino, un morceau de jazz I got it bad d'Oscar Peterson ;
- dans le club de jazz, If I had you de Roy Gerson (en) ;
- durant le rituel, les incantations et chants en fond sonore sont extraits d'une liturgie roumaine orthodoxe enregistrée dans une église de Baia Mare, et passée en sens inverse. Le morceau, Masked Ball, est une adaptation par Jocelyn Pook de son morceau Backward Priests ; lorsque Kubrick la contacta afin de lui proposer d'écrire la musique pour le film, il lui demanda si elle avait quelque chose dans le style de Backward Priests : « You know, weird[9]. » ;
- un des morceaux revenant à plusieurs reprises est le second mouvement de Musica ricercata de György Ligeti ;
- lors de la scène à la morgue, la musique est le dernier morceau de piano, Nuages Gris de Franz Liszt[10] ;
- dans la scène où Bill se cache dans un café, on entend Rex Tremendae, extrait du Requiem de Mozart[11] ;
- la musique de fond pendant l'orgie, lorsque Bill passe de pièce en pièce est un chant tamoul chanté par Manickam Yogeswaran, chanteur carnatique[12] ;
- le morceau joué durant le bal où les participants de l'orgie dansent entre eux est une version instrumentale de Strangers in the Night.

### Peintures
Les tableaux qui ornent l'appartement de Bill et Alice ont été réalisés par Christiane Kubrick et sa fille Katharina Kubrick-Hobbs.

## Analyse du film

### Évocation de la vie privée de Tom Cruise et Nicole Kidman
D'après l'interview du producteur Jan Harlan annexé au DVD, Stanley Kubrick était au courant des difficultés qui divisaient le couple Cruise-Kidman au moment où il entendait les recruter et il avait revu l'adaptation en conséquence, car il tenait absolument pour les besoins du scénario à les avoir sous contrat tous les deux, en raison de leur notoriété et des débouchés commerciaux pour son film. Leur accord a été difficilement négocié, Kidman ayant fermement refusé dans un premier temps de tourner avec son époux. Leurs difficultés résidaient notamment dans l'omniprésence de l'Église de Scientologie dans la vie de Tom Cruise, que Nicole Kidman ne supportait plus. Il précise également que durant le film, Stanley Kubrick avait été contraint de recruter un coach matrimonial pour essayer de régler leurs problèmes de couple, pour ne pas perturber outre mesure le tournage.

### Comparaison avecTraumnovelle
Le roman Traumnovelle d'Arthur Schnitzler, paru en 1926, se déroule autour de Vienne peu après le début du siècle. Les héros sont Fridolin et Albertina et leur maison est une maison typique d'une banlieue de classe moyenne, bien moins chic que l'appartement dans le film. Le roman a déjà été adapté au cinéma en 1983 par Beppe Cino dans le film italien Il cavaliere, la morte e il diavolo.
Le couple de la nouvelle est de religion juive. Selon l'historien Geoffrey Cocks, Kubrick (lui-même d'origine juive) a supprimé la plupart des références à la religion des personnages dans les romans qu'il a adaptés. Ainsi dans le film, lorsque Bill Harford rentre chez lui, il est pris à partie par des jeunes gens qui l'abreuvent d'insultes homophobes. Dans le roman, les insultes sont antisémites, ainsi que Peter Loewenberg le remarque dans son article Freud Schnitzler and Eyes Wide Shut, tout comme Geoffrey Cocks dans Wolf at the Door.
Le roman se déroule pendant le carnaval où les gens portent souvent des masques pour faire la fête. La fête à laquelle participe le couple au début de l'histoire est un bal masqué du carnaval, tandis que dans le film l'histoire commence à Noël.
Le critique de cinéma Randy Rasmussen trouve le personnage de Bill fondamentalement plus naïf, guindé, et moins sûr de ses motivations que son homologue, Fridolin. Pour Rasmussen et d'autres, Bill Harford du film est essentiellement une sorte de somnambule porté par la vie sans réelle conscience de ce qui l'entoure. Dans le roman, quand sa femme lui décrit son fantasme sexuel, il admet à son tour l'un des siens (une jeune fille de sa connaissance à la fin de l'adolescence), tandis que dans le film, il est tout simplement choqué. Le problème du film qui consiste à s'interroger pour savoir si Bill a des fantasmes portés sur d'autres femmes, et si d'autres femmes le désirent est tout simplement absent du roman, où le mari comme la femme assument leurs désirs. Dans le film, l'éloignement de Bill et d'Alice s'articule autour de la confession récente, alors que dans le roman elle déclare qu'elle aurait pu épouser quelqu'un d'autre, et cela précipite leur éloignement.
Dans le roman, le mari soupçonne l'une de ses patientes (Marion) d'être éprise de lui, tandis que dans le film, c'est une surprise totale. Il est également plus frappé par l'orgie dans le film que dans le roman. Fridolin est plus entreprenant dans ses relations sociales, mais moins sensuel avec la prostituée. Ce sont Mizzi dans le roman, Domino dans le film. Fridolin est également conscient d'avoir l'air vieillissant dans le roman, tandis que dans le film il est encore relativement jeune et fringant.
Dans le roman, l'entrée de la soirée a pour mot de passe « Danemark », ce qui est important car Albertina rêve souvent de son soldat danois. Dans le film, le mot de passe est « Fidelio », titre de l'unique opéra de Beethoven. À noter que dans les premières versions du scénario, le mot de passe est « Fidelio rainbow ». Jonathan Rosenbaum note que les deux mots de passe font écho aux deux mariés, mais dans des sens opposés. L'orgie dans la nouvelle se compose essentiellement de danses nues.
Dans le roman, la femme qui « rachète » Fridolin à la fête, le sauvant de sa peine, est habillée en nonne, et la plupart des personnages de la fête sont habillés comme des religieuses ou des prêtres ; Fridolin lui-même utilise un costume de prêtre. Cet aspect a été retenu dans le scénario original du film mais a été supprimé dans la version filmée. 
Dans le roman, lorsque le mari rentre à la maison, le rêve que sa femme lui raconte est une histoire complexe. Elle se conclut avec l'image du mari crucifié au centre d'une place d'un village, après que Fridolin refuse de se séparer d'Albertine et devient l'amant de la princesse du village, bien qu'Albertine soit à présent en train de copuler avec d'autres hommes, regardant son mari sans pitié. En étant fidèle, Fridolin échoue donc à échapper à l'exécution dans le rêve d'Albertine bien qu'il soit apparemment sauvé par le sacrifice de la femme inconnue durant l'orgie masquée. Dans la nouvelle comme dans le film, la femme se souvient de rire de manière dédaigneuse et méprisante envers son mari juste avant de se réveiller. Le roman montre clairement qu'à ce moment Fridolin déteste Albertina plus que jamais, en pensant qu'ils ont maintenant couché ensemble « comme des ennemis mortels ». Il a été soutenu que l'apothéose dramatique du roman est en réalité le rêve d'Albertina, tandis que le film l'a déplacé durant l'orgie de la société secrète visitée par Bill, dont le contenu est bien plus choquant dans le film.
Le personnage de Ziegler (qui représente la richesse et le prestige auxquels Bill Harford aspire) est une pure invention du film, n'ayant pas d'homologue dans Schnitzler. Le critique Randy Ziegler Rasmussen interprète son rôle comme représentant les pires travers de Bill, ainsi que, pour citer d'autres films de Kubrick, le personnage principal de Docteur Folamour représente les travers de la sécurité nationale américaine, Charles Grady représente la face obscure de Jack Torrance dans Shining, et Clare Quilty représente les aspects négatifs de Humbert Humbert dans Lolita.
La présence de Ziegler permet à Kubrick de modifier le déroulement de l'histoire de plusieurs façons. Dans le film, Bill retrouve son vieil ami pianiste à la fête de Ziegler, puis tout en errant dans la ville, le retrouve au café Sonata. Dans le roman, la rencontre dans le café de Nightingale est un heureux accident. De même, la morte que Bill croit être la femme qui le sauva à la fête de Ziegler est en fait une baronne qu'il connaissait depuis plus de temps, et non une prostituée.
Plus important encore, dans le film, Ziegler fait un commentaire sur toute l'histoire de Bill, expliquant que l'incident de la partie, la menace, le sacrifice de la femme ne sont que mise en scène. Bien que cela soit probablement vrai, il s'agit d'une exposition des vues de Ziegler sur les manières du monde en tant que membre de l'élite au pouvoir.
Le roman explique pourquoi le masque de l'époux se retrouve sur l'oreiller à côté de sa femme endormie. Elle l'avait découvert quand il glissa hors de sa valise et l'a placé comme un signe de sa compréhension. Ceci est laissé inexpliqué dans le film.

### L'utilisation de masques vénitiens

Masques vénitiens utilisés dans le film

De nombreux auteurs d'ouvrages sur Kubrick ont noté que les masques portés durant l'orgie à Sommerton proviennent pour la plupart de Venise,, et la mention « Venetian mask research » apparaît dans les crédits du film. Au cours d'une interview, la costumière Marit Allen a déclaré que Kubrick avait commandé les masques à Venise, mais précisa qu'il les avait également retouchés, modifiant légèrement certains détails. À l'instar de l'anthologie Cocks citée ci-dessus, une version antérieure de l'essai de l'auteur Tim Krieder publiée dans Film Quarterly UC l'explique. Ces masques ont été, et sont toujours, associés au Carnaval de Venise et à la Commedia dell'arte. D'ailleurs, le roman de Schnitzler se déroule durant le carnaval (en effet la scène ouvrant le film montre les deux époux à un bal masqué).
Les historiens, auteurs de guides de voyage, romanciers et autres marchands de masques vénitiens expliquent qu'il existe une forte corrélation entre le port de ces masques et des activités peu recommandables,,,. Les auteurs Tim Kreider et Thomas Nelson ont associé l'usage dans le film de ces masques à la réputation de Venise comme centre d'érotisme et de mercantilisme. Nelson note que le rituel sexuel combine des éléments du Carnaval de Venise ainsi que des rites catholiques (en particulier, le personnage de « Cape Rouge » sert en même temps de  Inquisiteur et de prêtre). En tant que tel, Nelson explique que l'orgie est un miroir symbolique reflétant la sombre vérité se trouvant derrière les apparences de la fête de Noël organisée par Ziegler. Carolin Ruwe écrit dans son livre, paru en 2007, Symbols in Stanley Kubrick's Movie 'Eyes Wide Shut' que le masque est le symbole majeur du film, les masques de la résidence Somerton rappelant les masques que chacun porte en société, point renforcé par Tim Krieder qui remarque les nombreux masques dans l'appartement de la prostituée ainsi que le fait qu'elle avait été renommée dans le film « Domino », type de masque vénitien.
Depuis la sortie du film, certains fournisseurs de masques vénitiens ont utilisé Eyes Wide Shut comme publicité pour leurs sites Web et des guides de voyage ont indiqué aux lecteurs les commerces à partir desquels Stanley Kubrick dit avoir acheté ses masques,. Le site Web Conde Nast Traveller mentionne le magasin de masque Mondo Novo, ainsi que Fodor's qui a fourni des masques aux films de Franco Zeffirelli et Kenneth Branagh.

### Sortie et accueil

#### Accueil critique
Aux États-Unis, le film reçoit globalement de bonnes critiques. Sur l'agrégateur américain Rotten Tomatoes, il obtient 75 % d'avis favorables pour 156 critiques de professionnels et une note moyenne de 7,5⁄10. Sur Metacritic, il décroche une moyenne de 68 sur 100 établi sur 34 critiques.
En France, les critiques sont également positives. Sur le site Allociné, qui compile 22 titres de presse, il obtient une note moyenne de 4,1⁄5.

#### Box-office
Lors de son exploitation, le film a rapporté 162 091 208 USD au box-office mondial pour un budget estimé à 65 millions de dollars. Eyes Wide Shut  a réalisé, sur le sol français, 1 682 279 entrées pour une combinaison maximum de 591 salles.
| Pays ou région    | Box-office        | Date d'arrêt du box-office | Nombre de semaines |
| ----------------- | ----------------- | -------------------------- | ------------------ |
| États-Unis Canada | 55 691 208 $      | 7 octobre 1999             | 12                 |
| France            | 1 682 279 entrées | 9 novembre 1999            | 8                  |
| Total mondial     | 162 091 208 $     | -                          | -                  |

#### Controverses

##### L'opinion de Kubrick
Jan Harlan, beau-frère de Kubrick et producteur exécutif, rapporta que Kubrick était « très content » du film et le considérait comme sa « plus grande contribution au cinéma »,.	
R. Lee Ermey, acteur dans Full Metal Jacket, expliqua que Kubrick l'appela deux semaines avant sa mort pour lui avouer son découragement à propos de Eyes Wide Shut. « Il m'a dit que c'était de la merde » (« He told me it was a piece of shit »).	
Ermey ajouta dans le journal Radar : « qu'il en était dégoûté et que les critiques allaient « le manger ». Il dit que Cruise et Kidman gâchèrent tout — tels furent les mots qu'il employa » (« and that he was disgusted with it and that the critics were going “to have him for lunch”. He said Cruise and Kidman had their way with him — exactly the words he used. »).	
Selon Todd Field, ami de Kubrick et acteur dans Eyes Wide Shut, les dires de Ermey sont diffamatoires, ainsi qu'il l'explique dans cette interview :	

« La courtoisie voudrait que l'on s'abstienne de commentaire. Mais en vérité, […] disons les choses telles qu'elles sont, on ne vit jamais deux acteurs plus serviables et dévoués au réalisateur. Stanley était investi à 100 % sur le film. Il travaillait toujours dessus avant de mourir, et il mourut probablement parce qu'il finit par se relâcher. Ce fut l'un des week-ends les plus agréables de sa vie, juste avant sa mort, après qu'il eut montré la première version à Terry, Tom et Nicole. Il aurait probablement continué à travailler dessus, ainsi qu'il le fit avec tous ses autres films. Mais je sais cela par des personnes de son cercle de proches, mon partenaire qui fut son assistant pendant trente ans. Et je pensais à R. Lee Ermey pour In the bedroom. Je parlais beaucoup à Stanley de ce film, et tout ce que je peux en dire est que Stanley était persuadé que je n'aurais jamais dû travailler avec lui pour diverses raisons que je ne développerai pas car il n'y a pas de raison de faire ça à quelqu'un, même s'il dit des choses scandaleuses que je sais absolument fausses. »

##### Censure et classification
La Warner Bros. modifia la scène de l'orgie afin d'échapper à la qualification X, censurant les images sexuelles en ajoutant des personnages afin de les cacher, évitant une interdiction pour les mineurs NC-17 qui aurait limité la distribution puisqu'un  nombre de cinémas et dvdthèques américaines rejettent les films classés ainsi. Ces problèmes contrarièrent les cinéphiles, qui arguèrent du fait que Kubrick n'avait jamais été craintif à l'égard de la censure (Orange mécanique était classé X à sa sortie). La version non censurée de Eyes Wide Shut fut mise en vente aux États-Unis le 23 octobre 2007 en format DVD et Blu-ray.
La version en Amérique du Sud, Europe et Australie comportait la scène de l'orgie telle qu'elle fut filmée (en DVD et au cinéma), avec une interdiction aux moins de 18 ans dans la plupart des cas. En Nouvelle-Zélande et Europe, la diffusion de la version non censurée à la télévision fut controversée. En Australie, elle fut diffusée sur Network Ten avec les altérations de la version américaine et une classification MA, estompant et coupant les scènes explicites.	
Roger Ebert critiqua la méthode qui consiste à utiliser des images numériques afin de masquer l'action. Il dit que « cela n'aurait pas dû être fait du tout » (« should not have been done at all ») et que « cela montre bien l'hypocrisie morale de la censure, qui peut obliger un grand réalisateur à altérer son œuvre, tandis que par le même processus, elle rend son film pour adultes plus accessible à un jeune public » (« symbolic of the moral hypocrisy of the rating system that it would force a great director to compromise his vision, while by the same process making his adult film more accessible to young viewers »).	
Bien qu'Ebert soit souvent cité pour avoir appelé la version censurée américaine la « version  Austin Powers » d'EWS,,, il se moque en fait d'une première grossière ébauche de la scène modifiée (jamais diffusée) du film, appelée « version Austin Powers ». C'est une référence à deux scènes dans le film Austin Powers: International Man of Mystery, dans lequel, grâce à des angles de caméras et objets, les parties sexuelles du corps sont cachées de manière amusante.

#### Classification
Le film a été décrit par certains commentateurs et partiellement sur le marché comme un thriller érotique, catégorisation contestée par d'autres. Il est classé en tant que tel par Linda Ruth Williams, et a été décrit de même dans deux articles à propos du procès de Cruise et Kidman concernant le fait qu'ils auraient vu un thérapeute de sexe pendant le tournage,. Le film est sur la liste Amazon des meilleurs thrillers érotiques. Un examen panoramique du film le dénigra comme un thriller érotique car le genre est intrinsèquement symbole de mauvaise réputation, bien que d'autres commentaires soient positifs, à l'instar de celui de Highdefdigest.
Toutefois, dans l'examen du film, Carlo Cavagna considère cela comme une classification trompeuse, tout comme Leo Goldsmith l'écrit, ainsi que les analyses sur Blu-Ray.com. Écrivant dans TV Guide, Maitland McDonagh écrit : « Quelqu'un n'étant pas habitué avec la précision glacée du travail de Kubrick sera probablement surpris du fait que ce ne soit pas un thriller érotique bien que le synopsis le suggère ». Écrivant en général sur le genre de « thriller érotique » pour CineAction en 2001, Douglas Etats Keesey note que le film « quel que soit son type réel... [était] tout du moins commercialisé comme un thriller érotique ». Michael Koresky écrit que « ce réalisateur défiant à chaque fois les attentes et domptant tous les genres, n'a fait ni le « thriller érotique » que la presse y a vu, ni le facilement identifiable « film de Kubrick »… ». DVD Talk dissocie également le film de ce genre.

#### Distinctions
- Nomination au César du meilleur film étranger en 2000
- Nomination au Golden Globe de la meilleure musique de film pour Jocelyn Pook en 2000
- Meilleur film 1999 par les Cahiers du cinéma
- 4e meilleur film des années 1990 par les Cahiers du cinéma[60].

#### Sites web
- Écran noir
- Movie-page
- Shot by shot analysis of Eyes Wide Shut sur jeffreyscottbernstein.com
- (en) Spielberg to wrap Kubrick project sur le site BBC News
- « Autour du couple : Eyes Wide shut » de Yannick Rolandeau sur horschamp.qc.ca